# Municipio de Jefferson (condado de Dauphin)
El municipio de Jefferson (en inglés: Jefferson Township) es un municipio ubicado en el condado de Dauphin en el estado estadounidense de Pensilvania. En el año 2000 tenía una población de 327 habitantes y una densidad poblacional de 5.2 personas por km².

## Geografía
El municipio de Jefferson se encuentra ubicado en las coordenadas 40°31′00″N 76°45′59″O / 40.51667, -76.76639.

## Demografía
Según la Oficina del Censo en 2000 los ingresos medios por hogar en la localidad eran de $49,750 y los ingresos medios por familia eran de $62,000. Los hombres tenían unos ingresos medios de $35,341 frente a los $30,750 para las mujeres. La renta per cápita de la localidad era de $27,951. Alrededor del 5,5% de la población estaba por debajo del umbral de pobreza.